# Жозе Віде
Жозе Скуартоно Лопеш Віде (порт. José Skuartono López Vide; нар. 4 лютого 1987, Суаї, Східний Тимор) — тиморський футболіст, півзахисник клубу «Бенфіка» (Східний Тимор), національної збірної Східного Тимору та футзальної збірної Східного Тимору.

## Клубна кар'єра
Про початок кар'єри на батьківщині дані відсутні. Напередодні старту сезону 2010 року виїхав до Європи, де став гравцем литовського «Таураса». За нову команду дебютував 23 березня 2010 року в нічийному (1:1) домашньому матчі 1-го туру А-ліги Литви проти вільнюського «Жальгіріса». Жозе вийшов на поле на 90+3-ій хвилині, замінивши Сергія Ірху. Першим голом у литовському чемпіонаті відзначився 27 березня 2010 року на 79-ій хвилині (реалізував пенальті) переможного (2:1) домашнього поєдинку 2-го туру проти «Банги». Віде вийшов на поле на 27-ій хвилині, замінивши Сергія Ірху. У Лізі Європи УЄФА дебютував 1 липня 2010 року в нічийному (2:2) виїзному поєдинку проти валлійського «Лланеллі». Жозе вийшов на поле на 46-ій хвилині, замінивши Міндовгаса Дауноравічюса. У сезоні 2010 року зіграв 12 матчів (2 голи) в А-лізі та 4 поєдинки у Лізі Європи УЄФА.
У 2011 році перейшов до індонезійського клубу «ПССБ Бірейон», у складі якого до 2013 року в чемпіонаті Індонезії зіграв 38 матчів та відзначився 8-ма голами. У 2016 році повернувся на батьківщину, де підсилив «Каркету Ділі». З 2017 року захищає кольори «Бенфіки» зі Східного Тимору.

## Кар'єра в збірній
У футболці національної збірної Східного Тимору дебютував 6 жовтня 2012 року в переможному (5:1) поєдинку 1-го туру чемпіонату АСЕАН проти Камбоджі. Віде вийшов на поле в стартовому складі, а на 87-ій хвилині його замінив Нілу.
З 2014 року також виступає за футзальну збірну Східного Тимору.